# 19521 Chaos
19521 Chaos (1998 WH24) är ett objekt i Kuiperbältet. 19521 Chaos upptäcktes av Deep Ecliptic Survey, 1998. Objektet har inte banresonans med någon av de stora planeterna. Namnet har objektet fått från den grekiska mytologin där Kaos var den ursprungliga och oändliga världsrymden.